# EU Battlegroup

Logo der EU Battlegroups

Eine EU Battlegroup oder EU-Kampfgruppe ist eine für jeweils ein halbes Jahr aufgestellte militärische Formation der Krisenreaktionskräfte der Europäischen Union (EU) in hoher Verfügbarkeit. Sie besteht im Kern aus einem Infanterieverband in Bataillonsstärke und einem Führungselement. Sie ist für Erstmissionen in einer Krisenregion gedacht und schafft die nötigen Voraussetzungen für einen weiteren Einsatz (z. B. im Rahmen der UNO).

## Geschichte

Flagge der Europäischen Union

Als sich abzeichnete, dass die im Rahmen des European Headline Goals 1999 in Helsinki beschlossene EU-Eingreiftruppe (EU Rapid Reaction Force) 2003 nicht einsatzbereit sein würde, schlug auf dem britisch-französischen Gipfel in Le Touquet (4. Februar 2003) die Geburtsstunde der Idee einer EU Battlegroup zur Unterstützung von Aktivitäten der Vereinten Nationen. Erneut aufgegriffen wurde sie dann mit dem Hinweis auf die Erfahrungen aus der EUFOR-Mission Artemis auf einem weiteren Gipfel in London im November desselben Jahres. Bereits im Dezember mandatierte der Rat der Europäischen Union die Weiterentwicklung der Krisenreaktionsfähigkeit der EU. Anfang Februar 2004 signalisierte der damalige Bundesverteidigungsminister Peter Struck Interesse an einer deutschen Beteiligung. Mit einem sogenannten „Food for thought“-Papier erfolgte die Vorlage beim Politischen und Sicherheitspolitischen Komitee (PSK). Am 17. Juni 2004 beschloss der Rat der EU den Aufbau der EU Battlegroups im Rahmen der Erfüllung des Headline Goals 2010. Noch im November 2004 konkretisierten die Verteidigungsminister der EU-Mitgliedstaaten diese Planungen mit der Benennung der ersten Verbände.
Als Erstbefähigung (Initial Operation Capability – IOC) wurde ab 2005 zunächst je eine Battlegroup einsatzbereit gehalten; mit der vollen Einsatzfähigkeit (Full Operation Capability – FOC) seit Januar 2007 sind es nun zwei Battlegroups pro Halbjahr.

## Allgemeines
Unter einer Kampfgruppe (Übersetzung entspricht dem englischen battlegroup) versteht man einen nicht dauerhaft bestehenden militärischen Kampfverband, der sich in Abhängigkeit von seinem Auftrag aus Elementen unterschiedlicher Truppengattungen zusammensetzt.

### Zielsetzung
Mit den Battlegroups will die EU im Rahmen der Europäischen Sicherheitsstragie ihre Fähigkeit verbessern, nach einer entsprechenden politischen Entscheidung schnell auch militärisch auf Krisen und Konflikte reagieren zu können. Einsätze sollen in erster Linie mandatiert durch die Vereinten Nationen im Rahmen des Kapitels VII der UNO-Charta erfolgen. Neben dem rein militärischen Aspekt ist das EU-Battlegroup-Konzept im Rahmen der Gemeinsamen Sicherheits- und Verteidigungspolitik auch als ein Schritt zur Schaffung eines Konsultations-, Planungs- und Entscheidungsmechanismus innerhalb der EU und mit der UNO von Bedeutung.

### Einsatzoptionen

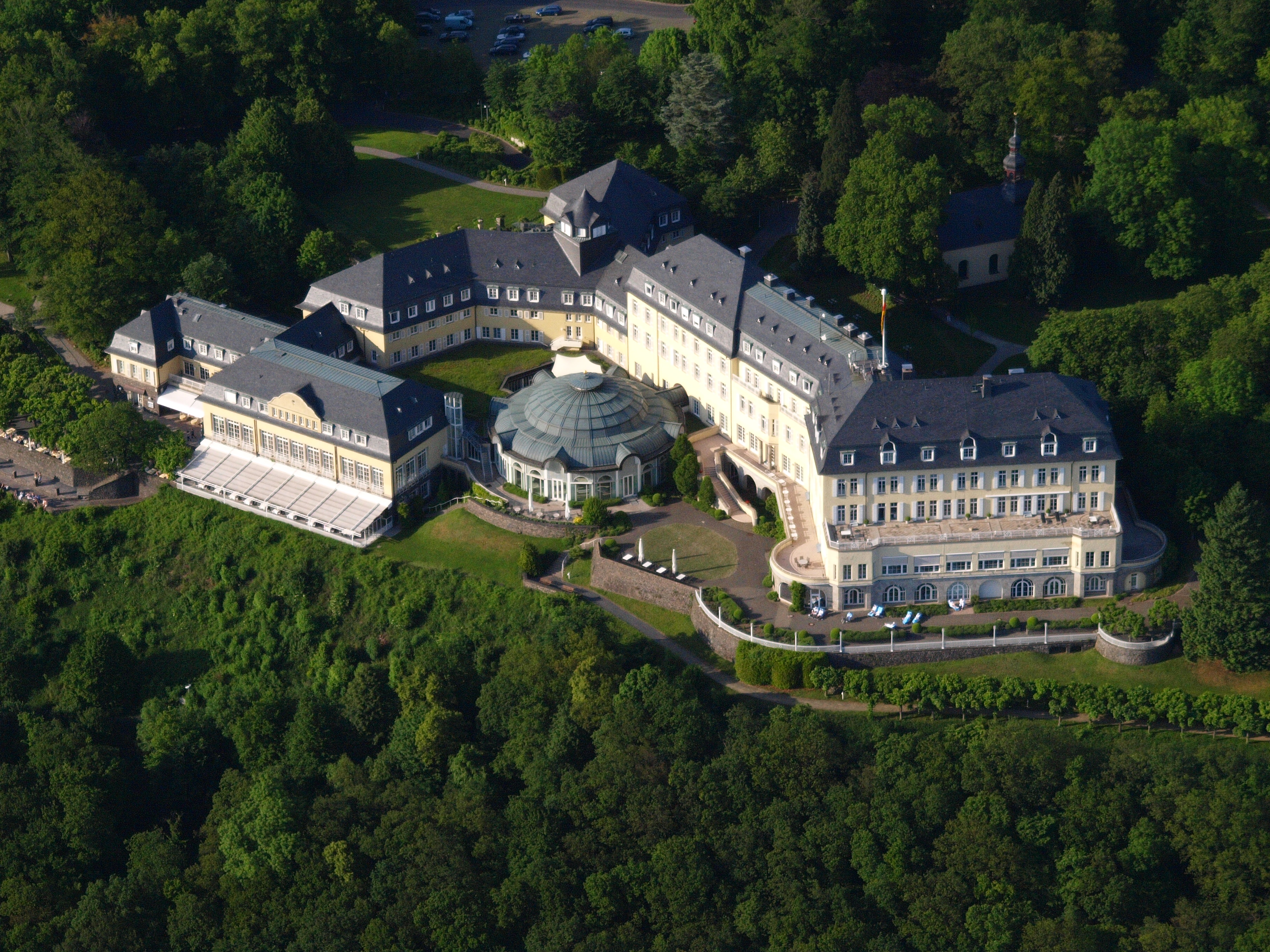
Im Hotel Petersberg wurden 1992 die Petersberg-Aufgaben definiert.

Die Zusammensetzung des Gefechtsverbands soll vor dem Hintergrund der jeweiligen Mission eine Minimumbefähigung für eine effektive Operationsführung darstellen. Mögliche Einsatzoptionen finden sich im gesamten erweiterten Petersberg-Spektrum und reichen von humanitärer Hilfe, der Verhinderung oder Abwehr von Feindseligkeiten oder Übergriffen (gegebenenfalls bereits durch Abschreckung im Vorfeld eines Konflikts) über die gewaltsame Trennung von Konfliktparteien bis hin zur Durchführung von Anfangsoperationen um einen Einsatz von Folgekräften, zum Beispiel Friedenstruppen der Vereinten Nationen, zu ermöglichen.
Mögliche Einsatzorte sind zerfallene bzw. vom Staatszerfall betroffene Länder. Man reagiert damit auf einen neuen Typus von Krieg, den sogenannten Neuen Kriegen, die sich an den Rändern der ehemaligen Imperien, vor allem Großbritannien und Frankreich, gebildet haben. Beispiele hierfür sind Afrika, der Kaukasus oder Afghanistan. Hier gilt es vor allem Konfliktparteien voneinander zu trennen, um den Friedensprozess zu vertiefen.

### Rahmenbedingungen
Die EU Battlegroups sollen innerhalb von 10 Tagen einsatzbereit und nach weiteren fünf Tagen in dem entsprechenden Einsatzland sein. Um diese Kurzfristigkeit gewährleisten zu können, werden jeweils zwei Battlegroups für einen Zeitraum von sechs Monaten in Bereitschaft gehalten. Danach übernehmen andere Kräfte die folgende Rotation.
Bei einer Entsendung sollen die Kräfte 30 Tage lang autark operieren können. Danach sind sie durch andere, gegebenenfalls regionale Kräfte zu ersetzen. Bei Bedarf kann dieser Zeitraum durch entsprechende Unterstützung auf 120 Tage ausgedehnt werden.
Als planerischer Anhalt wurde für mögliche Operationen ein 6000-km-Radius um Brüssel festgelegt, womit ein möglicher Schwerpunkt vor allem in Krisengebieten in Afrika und im Nahen Osten liegt.
Die Finanzierung der EU Battlegroups findet über die Truppensteller, also die jeweiligen Nationen statt. Dauerhaft bestehende multinationale europäische Streitkräfte gibt es derzeit nicht, und solche sind auch nicht geplant.

### Strategische Führung
Auf strategischer Ebene erfolgt die politische – und somit oberste – Führung durch das Politische und Sicherheitspolitische Komitee (PSK) der EU.
Militärisch liegt die Verantwortung auf dieser Ebene bei einem Operation Commander, der jeweils für den geforderten Einsatzzeitraum festgelegt wird. Unterstützt wird dieser durch ein OHQ, welches aus einem von vier (in Frankreich, Italien, Griechenland, Deutschland), unter nationaler Verantwortung bereitgestellten Kernstab aufwächst.
Der Kernstab wächst über den nationalen Anteil des späteren OHQ zunächst durch multinationale Verstärkung durch so genannte Primary Augmentee zum Core Staff auf. Dieser Core Staff wächst im weiteren Verlauf entsprechend den Anforderungen der Operation zum OHQ auf. Weitere, so genannte Additional Augmentees, werden dazu herangezogen. In Deutschland hat das deutsche Kommando Operative Führung Eingreifkräfte in Ulm diese Fähigkeit 2009 vom Einsatzführungskommando der Bundeswehr in Potsdam übernommen, nutzt aber weiterhin dessen Infrastruktur. Das OHQ zählt nicht zur eigentlichen EU Battlegroup.

## Kräftedispositiv
Das Gesamtkräftedispositiv wird als Force Package bezeichnet. Es besteht aus dem operativen Führungselement, der eigentlichen Battlegroup und weiteren zugeordneten Unterstützungkräften.

### Operative Führung
Die Führung auf operativer Ebene erfolgt durch den Force Commander mit seinem Stab (Force Headquarters – FHQ). Dieser wird in der Regel durch die Nation gestellt, aus der das Infanteriebataillon hervorgeht. Das deutsche Multinationale Kommando Operative Führung in Ulm ist für diese Aufgabe vorgesehen.

### Kampfgruppe

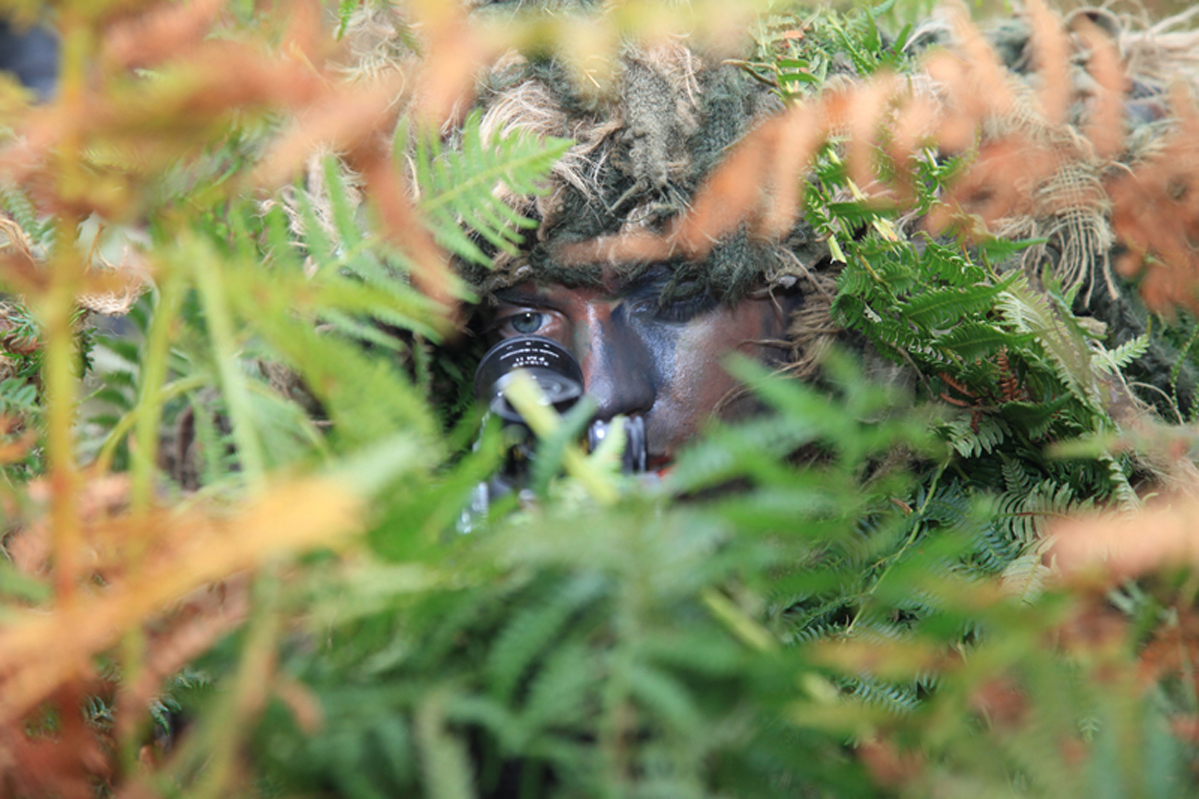
Scharfschützen-Training der Nordic Battlegroup im irischen Kilworth

Grundsätzlich ist das Kernelement einer EU Battlegroup ein verstärkter Infanterieverband in Bataillonsstärke. Weitere Bestandteile sind Kampfunterstützungs- und Einsatzunterstützungskräfte, wie zum Beispiel Pionier-, Instandsetzungs-, Transport-, ABC-Abwehr-, Fernmelde- und Flugabwehrkräfte.
Der Operations Commander kann dabei über die detaillierten Fähigkeiten entscheiden, die er für den jeweiligen Einsatz benötigt. Bedingt durch eine mögliche Spezialisierung von beteiligten Kräften (zum Beispiel für Einsätze in urbanem Gebiet, Gebirge, Wüste, Dschungel) oder durch deren Zusammensetzung, etwa bei amphibischen Einheiten, kann eine Battlegroup bereits im Vorfeld eine besondere Befähigung – und somit eine Eignung für ein besonderes Einsatzspektrum – vorweisen.
Die Gesamtstärke (einschließlich des FHQ) beträgt ungefähr 1.500.

### Unterstützungskräfte
Da die organischen Kapazitäten der EU Battlegroups sehr eingeschränkt sind (sie decken zum Beispiel nicht den strategischen Transport ab) werden weitere Kräfte zugeordnet. Zur Erweiterung oder Ergänzung des Fähigkeitsspektrums eingesetzte Sanitäts-, Logistik- und Spezialkräfte sowie Teile der Luft- oder Seestreitkräfte werden als operational oder strategic enabler bezeichnet.

## Multinationalität
Selten stellt nur eine einzelne Nation alle Kräfte für eine Rotation (bisher: Großbritannien, Frankreich, Italien, Spanien). Die Zusammensetzung des Kräftedispositivs ist in der Regel multinational, die einzelnen Elemente werden also durch mehrere Nationen gemeldet. Mögliche Truppensteller sind neben den Mitgliedstaaten der EU auch Länder auf Einladung eines Mitglieds oder als Anwärter auf eine Mitgliedschaft.
Bei der Ausplanung und Koordinierung der Vorbereitung und des Einsatzes wird bei multinationalen Verbänden eine Nation als sogenannte Framework-Nation festgelegt und durch Vertreter der anderen beteiligten Streitkräfte unterstützt.
Beispiele für multinationale Verbände sind die Hispano-Italienische Amphibische Battlegroup (BG I/2006: Spanien, Italien, Griechenland, Portugal), die Nordic Battlegroup (BG I/2008 Schweden, Finnland, Norwegen, Estland, Irland), die HELBROC Battlegroup (BG II/2007: Griechenland, Rumänien, Zypern, Bulgarien), die Battlegroup II/2008 (Deutschland, Frankreich, Belgien, Luxemburg, Spanien).
Darüber hinaus hat Frankreichs Präsident Emmanuel Macron eine weitere Kampftruppe zwischen Deutschland und Frankreich, sowie Großbritannien vorgeschlagen, die schneller als andere Battle Groups einsetzbar sein und jenseits der sonstigen Verteidigungskooperationen innerhalb der EU operieren solle.
Bei einer kritischen Betrachtung der EU Battlegroups muss, da es sich hierbei um ein Instrument zur Förderung der multinationalen Zusammenarbeit handelt, neben dem rein militärischen Einsatzwert auch die (sicherheits-)politisch integrative Dimension berücksichtigt werden.

### Beteiligte EU-Mitgliedstaaten
| - Belgien - Bulgarien - Deutschland - Estland | - Finnland - Frankreich - Griechenland - Irland | - Italien - Lettland - Litauen - Luxemburg | - Kroatien - Niederlande - Österreich - Polen | - Portugal - Rumänien - Schweden - Slowakei | - Slowenien - Spanien - Tschechien - Ungarn | - Zypern |

### Beteiligte Nicht-EU-Mitgliedstaaten
- Norwegen (NATO-Mitglied)
- Türkei (NATO-Mitglied)
- Nordmazedonien (NATO-Mitglied)
- Ukraine (Nicht-NATO-Mitglied)
- Vereinigtes Königreich (NATO-Mitglied)

### EU-Mitgliedstaaten ohne Beteiligung
- Dänemark (rechtliche Bedenken)
- Malta

### Liste der EU Battlegroups
| Wappen | Battlegroup                                     | Führung                | Weitere Beteiligte                                                                                        | Truppenstärke |
| ------ | ----------------------------------------------- | ---------------------- | --- | ------------- |
|        | Französische Battlegroup                        | Frankreich             | – | 1500          |
|        | Italienische Battlegroup                        | Italien                | – | 1500          |
|        | Spanische Battlegroup                           | Spanien                | – | 1500          |
|        | Britische Battlegroup                           | Vereinigtes Königreich | Schweden (seit 2013) Niederlande (seit 2013) Lettland (seit 2013) Litauen (seit 2013)                     | 1500          |
|        | Französisch-Deutsche Battlegroup                | Frankreich             | Deutschland Belgien Luxemburg Spanien                                                                     | 1500          |
|        | Französisch-Belgische Battlegroup               | Frankreich             | Belgien                                                                                                   | 1500          |
|        | Battlegroup 107                                 | Deutschland            | Niederlande Finnland Österreich (seit 2010) Litauen (seit 2010)                                           | 1500          |
|        | Deutsch-Tschechisch-Österreichische Battlegroup | Deutschland            | Tschechien Kroatien Irland Österreich Luxemburg (seit 2016) Niederlande (seit 2016) Mazedonien (nur 2012) | 3000          |
|        | Italienisch-Ungarisch-Slowenische Battlegroup   | Italien                | Ungarn Slowenien Österreich (seit 2017) Kroatien (seit 2017)                                              | 1500          |
|        | Hispano-Italienische Amphibische Battlegroup    | Italien                | Spanien Griechenland Portugal                                                                             | 1500          |
|        | Battlegroup I-2010                              | Polen                  | Deutschland Slowakei Lettland Litauen                                                                     | 2500          |
|        | Nordic Battlegroup                              | Schweden               | Finnland Estland, Lettland Litauen Irland Norwegen                                                        | 2500          |
|        | Britisch-Niederländische Battlegroup            | Vereinigtes Königreich | Niederlande                                                                                               | 1500          |
|        | Balkan Battlegroup                              | Griechenland           | Bulgarien Zypern Rumänien                                                                                 | 1500          |
|        | Tschechisch-Slowakische Battlegroup             | Tschechien             | Slowakei                                                                                                  | 2500          |
|        | Spanisch geführte Battlegroup                   | Spanien                | Deutschland Frankreich Portugal                                                                           | 1500          |
|        | Italienisch-Rumänisch-Türkische Battlegroup     | Italien                | Rumänien Türkei                                                                                           | 1500          |
|        | EUBG 2014 II                                    | Belgien                | Deutschland Luxemburg Spanien Niederlande Mazedonien (nur 2014)                                           | 3500          |
|        | Weimar Battlegroup                              | Polen                  | Deutschland Frankreich                                                                                    | 2100          |
|        | Visegrád Battlegroup                            | Polen                  | Ungarn Tschechien Slowakei Ukraine                                                                        | 3000          |

### Einsatzperioden
Truppen stellende Nationen der jeweiligen Einsatzperioden:
| Einsatzperiode | Einsatzperiode | beteiligte Nationen                                                  |
| -------------- | -------------- | -------------------------------------------------------------------- |
| 2005           | 01–06          | Großbritannien                                                       |
| 2005           | 01–06          | Frankreich                                                           |
| 2005           | 07–12          | Italien                                                              |
| 2005           | 07–12          | keine                                                                |
| 2006           | 01–06          | Frankreich, Deutschland                                              |
| 2006           | 01–06          | Spanien, Italien, Griechenland, Portugal („Amphibious Battlegroup“)  |
| 2006           | 07–12          | Frankreich, Deutschland, Belgien                                     |
| 2006           | 07–12          | keine                                                                |
| 2007           | 01–06          | Deutschland, Niederlande, Finnland („Battlegroup 107“)               |
| 2007           | 01–06          | Frankreich, Belgien                                                  |
| 2007           | 07–12          | Italien, Ungarn, Slowenien                                           |
| 2007           | 07–12          | Griechenland, Rumänien, Zypern, Bulgarien („Balkan Battlegroup“)     |
| 2008           | 01–06          | Schweden, Finnland, Norwegen, Estland, Irland („Nordic Battlegroup“) |
| 2008           | 01–06          | Spanien, Deutschland, Frankreich, Portugal                           |
| 2008           | 07–12          | Deutschland, Frankreich, Belgien, Luxemburg, Spanien                 |
| 2008           | 07–12          | Großbritannien                                                       |
| 2009           | 01–06          | Italien, Spanien, Portugal, Griechenland                             |
| 2009           | 01–06          | keine                                                                |
| 2009           | 07–12          | Tschechien, Slowakei                                                 |
| 2009           | 07–12          | Frankreich, Belgien, ?                                               |
| 2010           | 01–06          | Polen, Deutschland, Slowakei, Litauen, Lettland                      |
| 2010           | 01–06          | Großbritannien, Niederlande                                          |
| 2010           | 07–12          | Italien, Rumänien, Türkei                                            |
| 2010           | 07–12          | Spanien                                                              |
| 2011           | 01–06          | Battlegroup 107                                                      |
| 2011           | 01–06          | Schweden, Finnland, Norwegen, Estland, Irland                        |
| 2011           | 07–12          | Griechenland, Bulgarien, Rumänien, Zypern                            |
| 2011           | 07–12          | Portugal, Spanien, Frankreich und Italien oder Frankreich allein     |
| 2012           | 01–06          | Frankreich, Belgien, Luxemburg (OHQ = Paris Mont-Valérien)           |
| 2012           | 01–06          | keine                                                                |
| 2012           | 07–12          | Italien, Slowenien, Ungarn                                           |
| 2012           | 07–12          | Deutsch-Tschechisch-Österreichische Battlegroup                      |
| 2013           | 01–06          | Polen, Deutschland, Frankreich („Battlegroup Weimar“)                |
| 2013           | 01–06          | Vakant                                                               |
| 2013           | 07–12          | Großbritannien, Schweden, Niederlande, Lettland, Litauen             |
| 2013           | 07–12          | Belgien                                                              |
| 2014           | 01–06          | Balkan Battlegroup                                                   |
| 2014           | 01–06          | keine                                                                |
| 2014           | 07–12          | Deutschland, Belgien, Luxemburg, Spanien                             |
| 2014           | 07–12          | Spanien, Niederlande, Mazedonien                                     |
| 2015           | 01–06          | Nordic Battlegroup                                                   |
| 2015           | 01–06          | keine                                                                |
| 2015           | 07–12          | Belgien, Frankreich                                                  |
| 2015           | 07–12          | keine                                                                |
| 2016           | 01–06          | Visegrád Battlegroup                                                 |
| 2016           | 01–06          | keine                                                                |
| 2016           | 07–12          | Deutsch-Tschechisch-Österreichische Battlegroup                      |
| 2016           | 07–12          | keine                                                                |
| 2017           | 01–06          | Italienisch-Ungarisch-Slowenische Battlegroup                        |
| 2017           | 01–06          | Französisch-Belgische Battlegroup                                    |
| 2017           | 07–12          | Hispano-Italienische Amphibische Battlegroup                         |
| 2017           | 07–12          | keine                                                                |
| 2018           | 01–06          | Balkan Battlegroup                                                   |
| 2018           | 01–06          | Niederlande, Österreich, Belgien, Luxemburg                          |
| 2018           | 07–12          | EUBG 2014 II                                                         |
| 2018           | 07–12          | keine                                                                |
| 2019           | 01–06          | Französische Battlegroup                                             |
| 2019           | 01–06          | Spanische Battlegroup                                                |
| 2019           | 07–12          | Visegrád Battlegroup                                                 |
| 2019           | 07–12          | Britische Battlegroup                                                |
| 2020           | 01–06          | Balkan Battlegroup, Serbien, Ukraine                                 |
| 2020           | 01–06          | Italienische Battlegroup                                             |
| 2020           | 07–12          | Deutsch-Tschechisch-Niederländisch-Österreichische Battlegroup       |
| 2020           | 07–12          | Hispano-Italienische Amphibische Battlegroup                         |
| 2021           | 01–03          | Deutschland, Niederlande                                             |

## Weitere Entwicklung der EU Battlegroups ab Ende 2021
Da die EU Battlegroups nie mobilisiert wurden, konnte die EU bei der teilweise chaotisch verlaufenden Evakuierungsmission am Flughafen von Kabul im August 2021 keinen militärischen Verband stellen, um die Sicherheit ihrer Bürger zu gewährleisten. Das führte zu Diskussionen um eine Weiterentwicklung des Konzepts und Forderungen nach einer schnellen Eingreiftruppe.
Ende März 2022, einen Monat nach dem russischen Einmarsch in die Ukraine, einigten sich die Mitgliedstaaten der Europäischen Union auf den Strategischen Kompass für Sicherheit und Verteidigung, dessen Hauptkomponente es ist, bis 2025 eine schnelle EU-Eingreiftruppe (englisch Rapid Deployment Capacity, RDC) von 5.000 Soldaten zu schaffen.

## Verhältnis zur ESVP, ESS und NATO
Durch die Einrichtung von europäischen Krisenreaktionskräften wird die aktive Handlungsbereitschaft und vor allem -fähigkeit der EU erhöht. Man besitzt nun eigene Instrumente zur militärischen Intervention bei regionalen Konflikten, an der sich fast alle EU-Mitgliedstaaten beteiligen (siehe ESVP). Man verfolgt die Ziele der ESS, u. a. regionale Konfliktverhütung, um einen möglichen Staatszerfall zu verhindern bzw. diesem entgegenzuwirken.
Häufig wird geäußert, dass die EU Battlegroups eine Konkurrenz zur NATO Response Force (NRF) darstellen. Obwohl beide Konzepte nicht direkt vergleichbar sind, da sich die Kräftedispositive augenscheinlich vor allem in den vorhandenen Fähigkeiten (so umfasst die NRF zum Beispiel Luft- und Seestreitkräfte), ihrer Größe und letztlich im – bei NRF erheblich umfassenderen – Einsatzspektrum unterscheiden, zeigt eine Betrachtung der Grundideen, dass sie sich nicht widersprechen, sondern eher ergänzen:
- So ist eine Zielsetzung des NRF-Konzepts (vor allem aus Sicht der USA) gerade die Verbesserung der europäischen militärischen Fähigkeiten. Somit ist – zumindest vordergründig – die Aufstellung der EU Battlegroups letztlich ein Schritt Europas, bessere Beiträge zu Einsatzkontingenten der NATO leisten zu können, oder bei Bedarf die NATO zu entlasten, indem kleinere Operationen übernommen werden.
- Durch das Berlin-Plus-Abkommen wird eine gegenseitige Unterstützung beider Instrumente ohne Dopplungen erreicht, indem allerdings in erster Linie die NATO ihre Ressourcen zur Verfügung stellt.
- Nur begrenzt vorhandene kritische Fähigkeiten beeinträchtigen NRF, EU Battlegroup und laufende Einsätze gleichermaßen. So ist vor allem der strategische Transport in ein Einsatzgebiet ein grundsätzliches Problem, an dem sowohl die NATO als auch die EU, unter anderem im Rahmen der Strategic Airlift Interim Solution (SALIS), unter besonderer Berücksichtigung der beiden Konzepte arbeiten.
- Eine weitere Gemeinsamkeit und zugleich ein besonders schwerwiegendes ungelöstes Problem besteht hinsichtlich der Forderung nach einer schnellen Einsetzbarkeit der Verbände unter Berücksichtigung der langwierigen politischen Prozesse zur Freigabe dieser Kräfte durch die jeweiligen Staaten oder die Entscheidungsgremien in der NATO oder der EU. In dieser Frage ist insbesondere Deutschland von herausragender Bedeutung, da es regelmäßig zu beiden Konzepten erhebliche Beiträge leistet und zugleich äußerst restriktiv mit der politischen Freigabe von bewaffneten Kräften verfährt.